# 亨利·吉拉尔多尼
亨利·吉拉尔多尼（法語：Henri Gilardoni，1876年1月28日—1937年5月21日），法国男子帆船运动员。他曾代表法国参加1900年夏季奥林匹克运动会帆船比赛，获得一枚金牌。